# Saint-Cosme-en-Vairais
Saint-Cosme-en-Vairais est une commune française, située dans le département de la Sarthe en région Pays de la Loire, peuplée de 1 884 habitants.
La commune fait partie de la province historique du Maine.

## Géographie

### Lieux-dits et écarts
Guémançais, au sud en direction de Rouperroux-le-Coquet (orthographié Gué-Mançais sur le cadastre de 1835), l'Ardrillère, le Domaine.

### Communes limitrophes
| Saint-Pierre-des-Ormes                    | Saint-Fulgent-des-Ormes (Orne)          | Igé (Orne)        |
| Saint-Pierre-des-Ormes, Moncé-en-Saosnois | Saint-Cosme-en-Vairais                  | Pouvrai (Orne)    |
| Nauvay, Courcival                         | Rouperroux-le-Coquet, Nogent-le-Bernard | Nogent-le-Bernard |

### Climat
Pour des articles plus généraux, voir Climat des Pays de la Loire et Climat de la Sarthe.
En 2010, le climat de la commune est de type climat océanique dégradé des plaines du Centre et du Nord, selon une étude du CNRS s'appuyant sur une série de données couvrant la période 1971-2000. En 2020, Météo-France publie une typologie des climats de la France métropolitaine dans laquelle la commune est exposée à un climat océanique altéré et est dans une zone de transition entre les régions climatiques « Normandie (Cotentin, Orne) » et « Moyenne vallée de la Loire ». 
Pour la période 1971-2000, la température annuelle moyenne est de 10,9 °C, avec une amplitude thermique annuelle de 14,3 °C. Le cumul annuel moyen de précipitations est de 701 mm, avec 11,8 jours de précipitations en janvier et 7,3 jours en juillet. Pour la période 1991-2020, la température moyenne annuelle observée sur la station météorologique de Météo-France la plus proche, « Commerveil_sapc », sur la commune de Commerveil à 9 km à vol d'oiseau, est de 11,9 °C et le cumul annuel moyen de précipitations est de 712,2 mm,. Pour l'avenir, les paramètres climatiques de la commune estimés pour 2050 selon différents scénarios d'émission de gaz à effet de serre sont consultables sur un site dédié publié par Météo-France en novembre 2022.

## Urbanisme

### Typologie
Au 1er janvier 2024, Saint-Cosme-en-Vairais est catégorisée bourg rural, selon la nouvelle grille communale de densité à sept niveaux définie par l'Insee en 2022.
Elle est située hors unité urbaine et hors attraction des villes,.

### Occupation des sols
L'occupation des sols de la commune, telle qu'elle ressort de la base de données européenne d’occupation biophysique des sols Corine Land Cover (CLC), est marquée par l'importance des territoires agricoles (94,2 % en 2018), une proportion sensiblement équivalente à celle de 1990 (94,6 %). La répartition détaillée en 2018 est la suivante : 
terres arables (74 %), prairies (18,1 %), zones urbanisées (4,4 %), zones agricoles hétérogènes (2,2 %), forêts (1,3 %). L'évolution de l’occupation des sols de la commune et de ses infrastructures peut être observée sur les différentes représentations cartographiques du territoire : la carte de Cassini (XVIIIe siècle), la carte d'état-major (1820-1866) et les cartes ou photos aériennes de l'IGN pour la période actuelle (1950 à aujourd'hui).

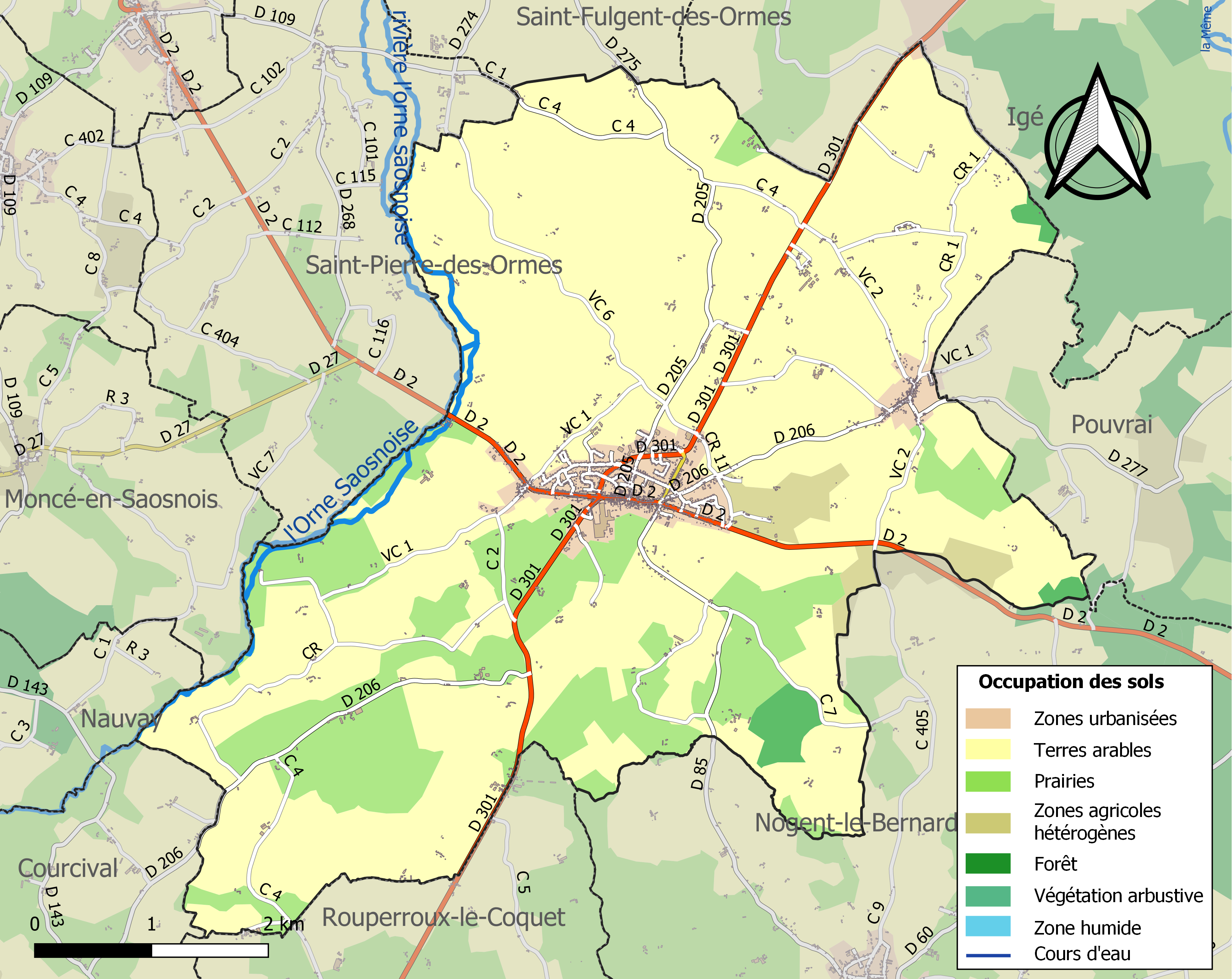
Carte des infrastructures et de l'occupation des sols de la commune en 2018 (CLC).

## Toponymie
Pour Pesche, il y avait ici jusqu’en 1790 deux paroisses indépendantes, possédant chacune leur église, séparées par la route de Mamers à La Ferté-Bernard, l’actuelle route départementale 2 ou rue Nationale : la paroisse de Saint-Côme au Sud et celle de Notre-Dame-de-Vair au Nord. Cette dernière a été supprimée en 1790 et son église « située tout près et au Nord de celle de St-Côme, a permis l’établissement de la petite place qui subsiste au centre du bourg ». La commune de Saint-Côme-de-Vair qui a résulté de cette fusion a ensuite absorbé ses voisines de Champaissant et de Contres-en-Vairais en 1965 pour former la nouvelle commune de Saint-Cosme-en-Vairais.
Le nom de la localité est attesté sous la forme Vernun en 622 ; de Verno au IXe siècle, ; [parr.] S. Chosme de Ver en 1269 ; S.-Côme-de-Vert en 1558 ; Durant la Révolution, la commune, alors nommée Saint-Cosme-de-Vair porte le nom provisoire de Montrecipe ;  Saint-Cosme-en-Vairais en 1964.
Il s'agit de la fixation toponymique du nom commun d'origine celtique (gaulois) verno (autrement uernā) « aulne »,,. Uernā (vernā) a donné l'occitan verna à l'origine du français vergne, verne « aulne vert ». Quant à la forme en -o / -u, elle a abouti à vern, dont le -n s'est régulièrement effacé en finale après un -r- (cf. enfern Xe siècle > enfer, jorn > jour, forn > four), d'où la forme Ver au XIIIe siècle comparable à Ver (Manche, Ver XIIIe siècle) ; Ver-sur-Mer (Calvados, Vernum 1066), etc.
La forme moderne Vair- est une altération graphique de Ver que l'on rencontre également ailleurs : Vaire-sous-Corbie (Somme, Vers 1141) ; Vaires-sur-Marne (Seine-et-Marne, Vernus vers 700). C’est elle qui a donné son nom à la petite région du Vairais et, en retour, le qualificatif actuel de la commune : en-Vairais. Quant à Cosme, graphie parfois modernisée en Côme, il représente l'anthroponyme grec Cosmas, nom d'un martyr en 287 ou 303.
Le gentilé est Cosméen.

## Histoire
Au XVIIe siècle, trente-six émigrants partent du territoire de ce qui est actuellement Saint-Cosme-en-Vairais, pour s'établir en Nouvelle-France (qui deviendra le Québec). Parmi eux, on trouve le nom de Fortin (Julien) qui est l'ancêtre de Diane Tell et de Madonna.
En 1790, les paroisses de Notre-Dame de Vair et de Saint-Cosme de Vair sont réunies pour constituer la commune de Saint-Cosme. C'est la raison pour laquelle l'église Notre-Dame a été ensuite détruite.
Saint-Cosme-de-Vair devient en 1964 Saint-Cosme-en-Vairais après la fusion avec Champaissant et  Contres-en-Vairais.
La commune est traversée par l'ancienne voie romaine du Mans à Évreux, dans un axe sud-ouest vers nord-est. Les origines de la commune sont cependant incertaines à cette époque, et semblent plus tardives.

## Politique et administration
| Période        | Période                  | Identité            | Étiquette   | Qualité |
| -------------- | ------------------------ | ------------------- | ----------- | --- |
| 5 janvier 1965 | 26 mars 1965             | Délégation spéciale |             | |
| 26 mars 1965   | 27 mars 1985 (démission) | Raymond Loiseau     | DVG         | Agriculteur, maire honoraire Conseiller général de Mamers (1967 → 1985)                                           |
| 3 mai 1985     | juin 1995                | Lucien Racois       |             | Directeur du contrôle et de la qualité                                                                            |
| juin 1995      | 27 mai 2020              | Jean-Yves Tessier   | PS puis DVG | Professeur de collège Vice-président de la CC Maine Saosnois, suppléant du député Jean-Claude Boulard (1997-2002) |
| 27 mai 2020    | En cours                 | Philippe Richard    | SE          | Vice-président de la CC Maine Saosnois (2008 → )                                                                  |

Le nombre d'habitants, au dernier recensement, étant compris entre 1500 et 2499, le nombre de membres du conseil municipal est de 19.

## Démographie
L'évolution du nombre d'habitants est connue à travers les recensements de la population effectués dans la commune depuis 1793. Pour les communes de moins de 10 000 habitants, une enquête de recensement portant sur toute la population est réalisée tous les cinq ans, les populations de référence des années intermédiaires étant quant à elles estimées par interpolation ou extrapolation. Pour la commune, le premier recensement exhaustif entrant dans le cadre du nouveau dispositif a été réalisé en 2004.
En 2022, la commune comptait 1 884 habitants, en évolution de −5,66 % par rapport à 2016 (Sarthe : −0,25 %, France hors Mayotte : +2,11 %).
| 1793  | 1800  | 1806  | 1821  | 1831  | 1836  | 1841  | 1846  | 1851  |
| ----- | ----- | ----- | ----- | ----- | ----- | ----- | ----- | ----- |
| 1 777 | 1 948 | 2 043 | 2 061 | 2 028 | 2 183 | 2 265 | 2 031 | 1 946 |

| 1856  | 1861  | 1866  | 1872  | 1876  | 1881  | 1886  | 1891  | 1896  |
| ----- | ----- | ----- | ----- | ----- | ----- | ----- | ----- | ----- |
| 1 798 | 1 770 | 1 733 | 1 644 | 1 545 | 1 541 | 1 625 | 1 530 | 1 245 |

| 1901  | 1906  | 1911  | 1921  | 1926  | 1931  | 1936 | 1946  | 1954 |
| ----- | ----- | ----- | ----- | ----- | ----- | ---- | ----- | ---- |
| 1 210 | 1 165 | 1 164 | 1 076 | 1 021 | 1 005 | 960  | 1 016 | 970  |

| 1962  | 1968  | 1975  | 1982  | 1990  | 1999  | 2004  | 2006  | 2009  |
| ----- | ----- | ----- | ----- | ----- | ----- | ----- | ----- | ----- |
| 1 154 | 1 946 | 1 940 | 1 981 | 1 903 | 1 911 | 1 950 | 1 957 | 2 001 |

| 2014  | 2019  | 2022  | - | - | - | - | - | - |
| ----- | ----- | ----- | - | - | - | - | - | - |
| 1 994 | 1 917 | 1 884 | - | - | - | - | - | - |

## Lieux et monuments
- Manoir des Croisettes du XVIe siècle.
- Manoir de Forbonnais des XVe et XVIIe siècles[32].
- Château de l'Étang, du XIXe siècle, bâti à l'emplacement d'un ancien manoir médiéval[32].
- Moulin de Guémançais, moulin à eau au bord du ruisseau du Guémançais, cité dès 1322[33].
- Ancien moulin à eau du XVIIIe siècle.
- Moulin du XIXe siècle.
- Lavoir de la fin du XIXe siècle, hameau de Contres, qui a la particularité d'avoir une eau à une température constante de 11 degrés Celsius[34].
- Mont-Jallu, motte castrale du Xe siècle[35].
- Motte castrale de la Cermondière.
- Ancienne maison forte du "Ruisseau de Mortève", dont les douves sont encore visibles.
- Fontaine des Basses-Grouas, du XVIIIe siècle[32].
- Nombreux fours à chanvre[32].

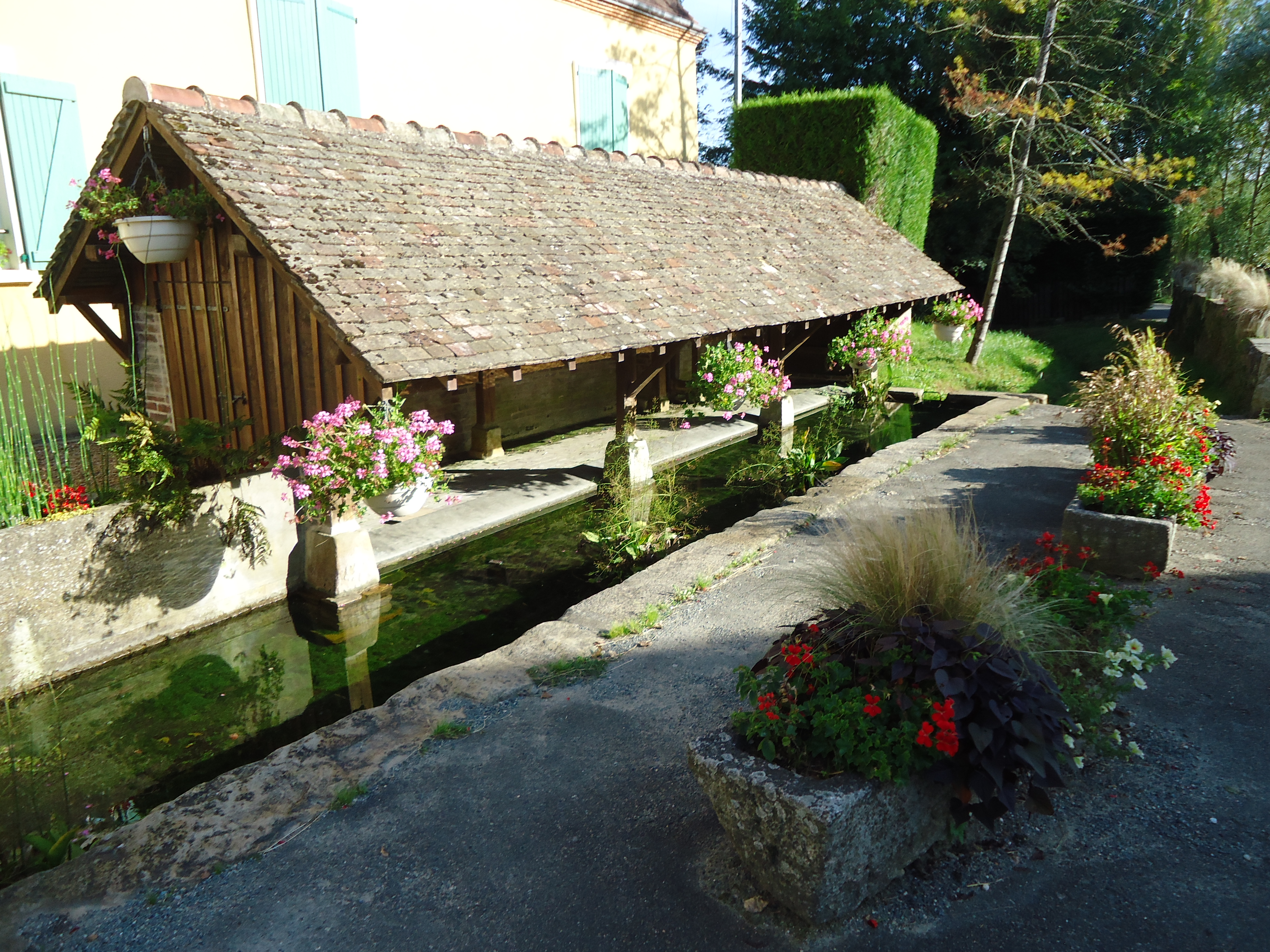
Le lavoir de Contres.

### Patrimoine religieux

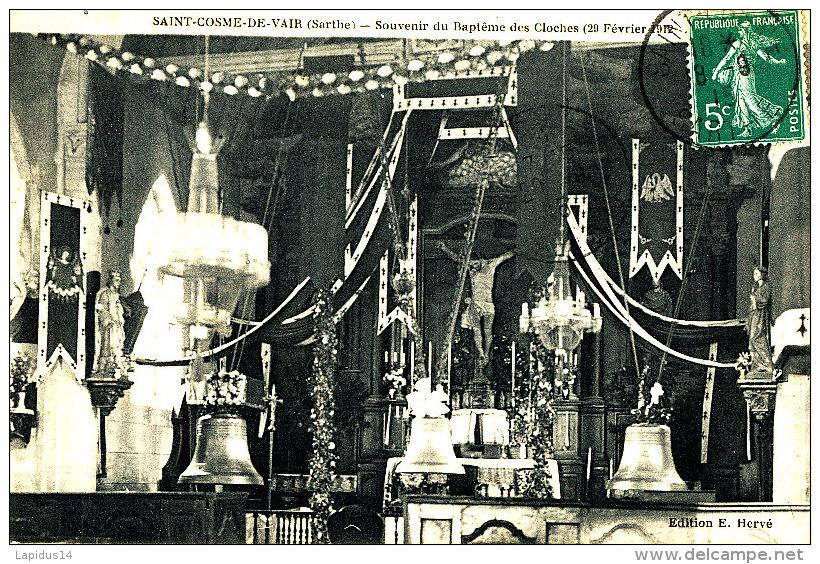
Carte postale de la bénédiction des cloches de l'église Saint-Cosme-et-Saint-Damien à St-Cosme-en-Vairais (72) le 29 février 1912. (Sources : Les Cloches Sarthoises [archive])

- Carte postale de la bénédiction des cloches de l'église Saint-Cosme-et-Saint-Damien à St-Cosme-en-Vairais (72) le 29 février 1912. (Sources : Les Cloches Sarthoises [archive] )Église Saint-Cosme-et-Saint-Damien, des XIe, XIIe et XVIe siècles, d'origine romane[34]. "Cette église possède 3 cloches sonnant le Fa3, Sol3 et La3. Elles ont été bénites dans cette église le 29 février 1912. Les noms des 3 cloches sont : Marie, Céleste et Alphonsine. (Sources : Les Cloches Sarthoises )."
- Église Saint-Médard, des XIIe et XVIe siècles, hameau de Champaissant[34], partiellement inscrite au titre des monuments historiques depuis 1927[36]. Elle renferme une stalle en bois, probablement du XVIIIe siècle, classée monument historique au titre d'objet depuis 1989[37], ainsi qu'un banc en bois, du XVIIe siècle, classé monument historique au titre d'objet en 1908[38]. "Le petit clocher de cette église possède une cloche historique fondue par Nicolas Duval[39] en 1649. (Sources : Les Cloches Sarthoises )."
- Église Saint-Augustin, des XVe, XVIIe et XIXe siècles, hameau de Contres[34].
- Calvaire de la Croix Verras.
- Calvaire de Contres.
- Croix monumentale du cimetière de Champaissant.

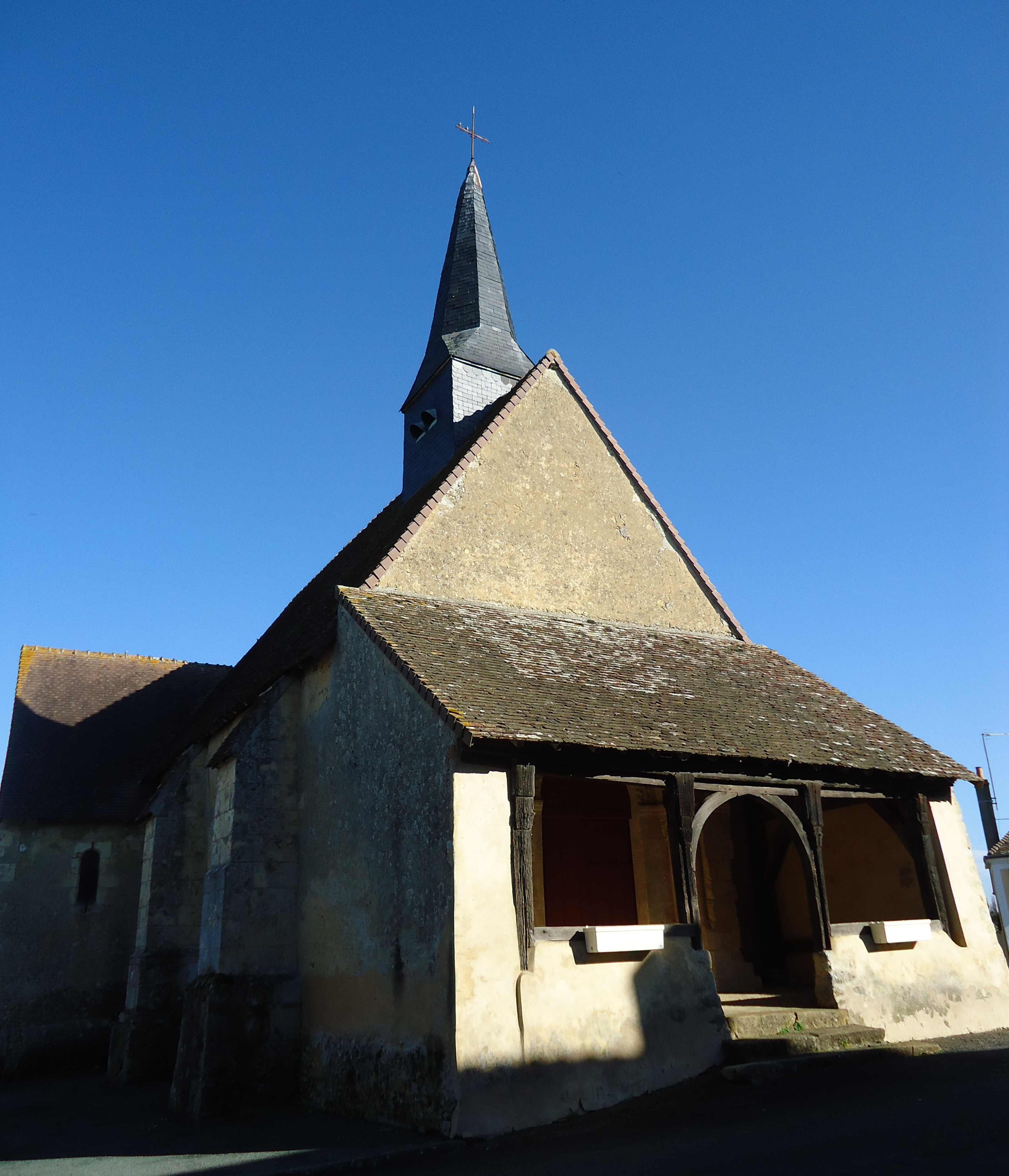
L'église Saint-Médard.
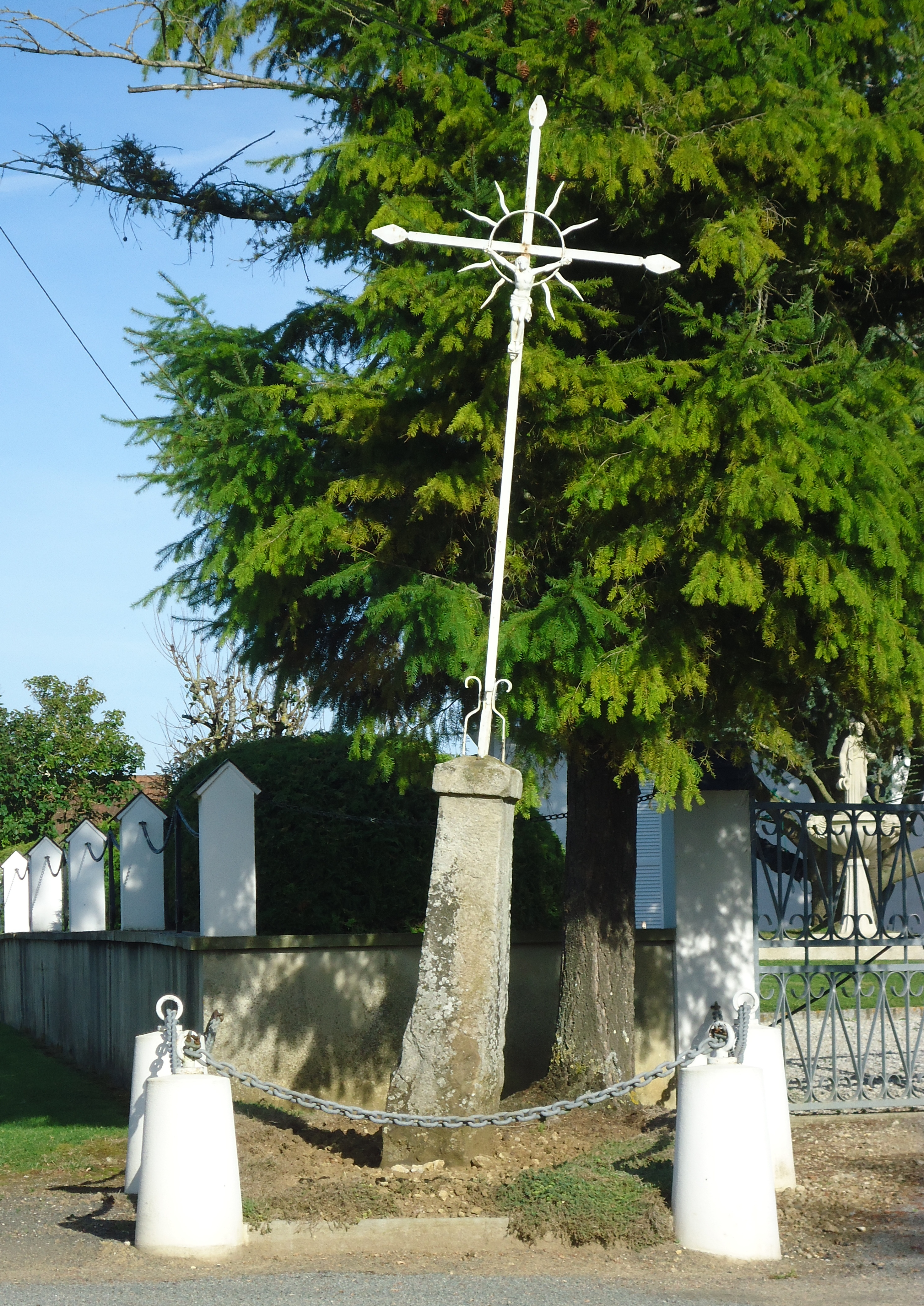
Le calvaire de la Croix Verras.
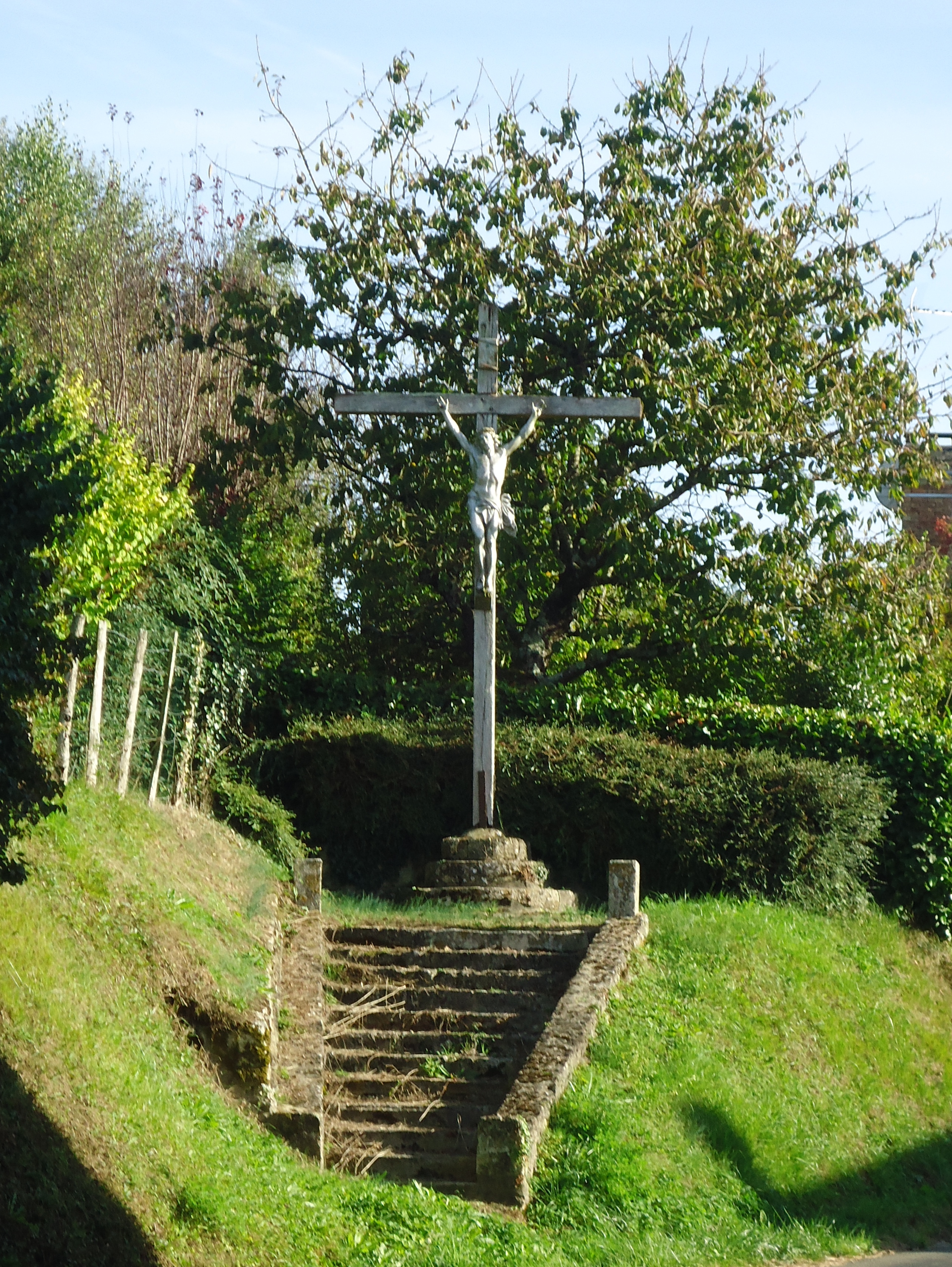
Le calvaire de Contres.
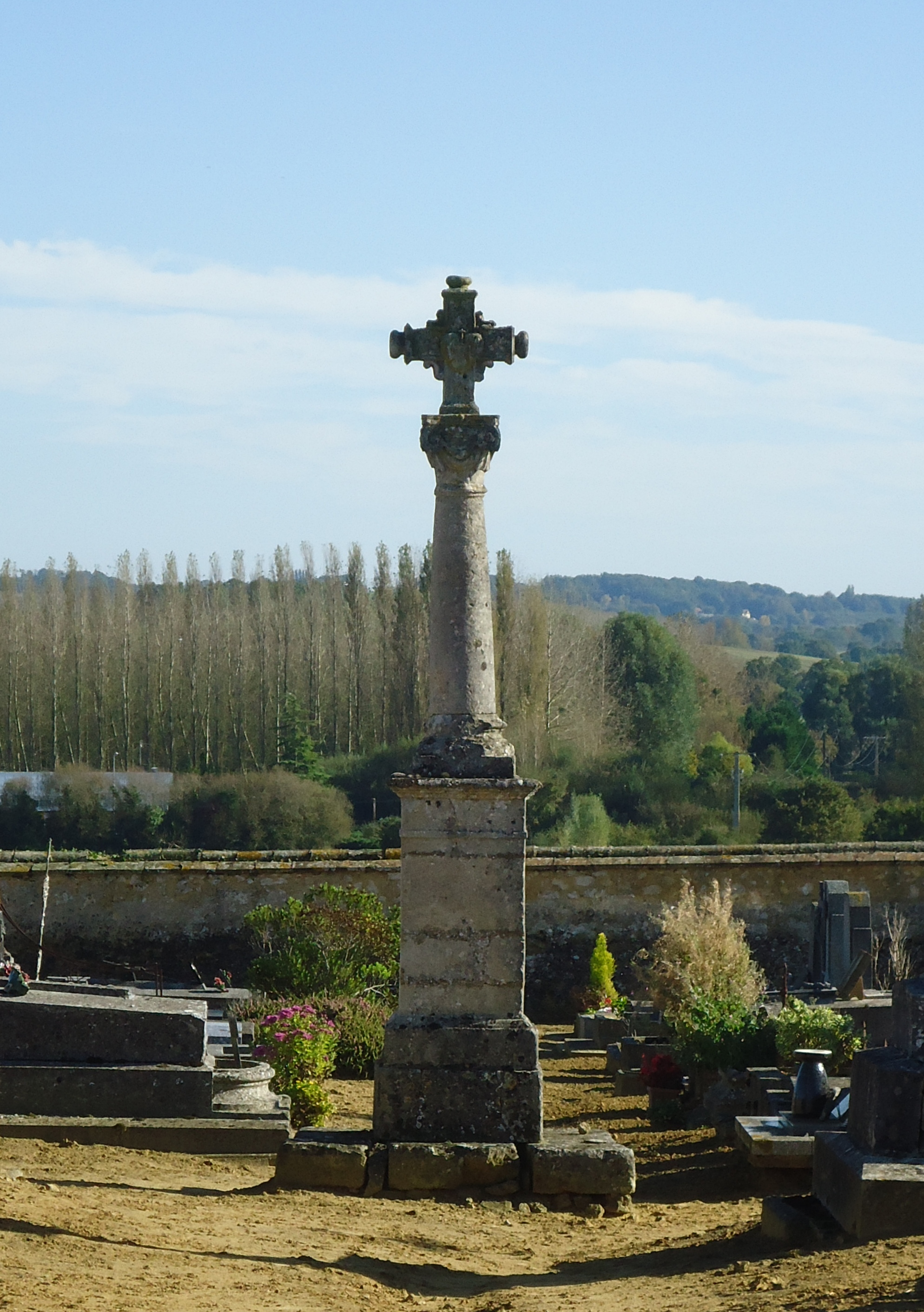
La croix monumentale du cimetière de Champaissant.

## Activité et manifestations
- Rendez-vous aux jardins chaque premier week-end de juin.
- Fête annuelle des 2 jours du Vairais le dernier week-end de septembre.

## Personnalités liées à la commune
- Gaston Gourdeau (1883 à Saint-Cosme-de-Vair - 1957), homme politique.
- Julien Fortin (1621-~1690), originaire de la commune, ne fut pas notable en son temps, mais il est un ancêtre français de Madonna[40], de Céline Dion, de Diane Tell et de nombreux Fortin d'Amérique. Il est parti de Dieppe en 1650 pour rejoindre le Québec. Aujourd'hui, il reste dans la commune plusieurs familles portant ce nom.